# Fritz Bøchen Vikke
Fritz Bøchen Vikke (14. februar 1884 i Varde – 23. august 1955 i Gentofte), var en dansk militær og atlet medlem af "Idrætsforeningen Urania" i København og deltog i stangspring ved OL 1912 i Stockholm og blev nummer 16 med 3,40 som blev karrierens bedste spring. Han vandt tre danske mesterskaber i stangspring.

## Danske mesterskaber
- Guld 1912 Stangspring 3,05
- Guld 1910 Stangspring 3,27
- Bronze 1909 Stangspring 2,84
- Guld 1908 Stangspring 3,155
- Bronze 1904 Stangspring 2,83
- Bronze 1903 Længdespring 5,81